# Église des Jésuites (Coblence)
Pour les articles homonymes, voir Église des Jésuites.
L'église Saint-Jean-Baptiste (connue simplement comme église des Jésuites) est un édifice religieux catholique sis à Coblence, en Allemagne. Elle se trouve sur la place des Jésuites, à côté de l’ancien collège (XVIIe siècle) dont elle faisait partie. Aujourd’hui l’église dépend de la paroisse catholique de Saint-Castor et les bâtiments de l’ancien collège abritent la mairie de Coblence.
En 2002, l'église jésuite a été inscrite au patrimoine mondial de l'UNESCO de la Vallée du Haut-Rhin moyen.